# 梦想中国
梦想中国是由中央电视台经济频道举办的，为庆祝非常6+1“生日”的特别节目。於2005年10月1日至10月10日首次播出。由參賽選手進行各項藝能競賽，最後由觀眾短信票選出各獎項和最後金蝶奖的得主。2007年起节目停办，把更多精力用于做非常6+1节目。节目的主题口号是：“音乐成就梦想！”。

## 历届赛事

### 2004年
本届比赛首次尝试，本年度比赛7场连续一周电视直播，最终在10月24日由来自上海的王思思獲得金蝶奖即全国总冠军，亚军、季军则由艾力西尔、苏峰获得，“观礼媒体印象奖”则由李佼获得，冠军王思思除了获得环球唱片签约外还获得“观礼嘉宾印象奖”。
| 集数   | 直播时间       | 比赛主题   | 参赛选手（粗体为本场冠军及其短信票数）                     |
| ------ | -------------- | ---------- | ---------------------------------------------------------- |
| 第一集 | 2004年10月18日 | 复赛第一场 | 张暾、徐格勤、杨琪（125964票） 、尹芳、薛薇、孔尕扎        |
| 第二集 | 2004年10月19日 | 复赛第二场 | 廖晶（179714票） 、何慧慧、张佳音、陈丽媛、陈敏颍、肖晶    |
| 第三集 | 2004年10月20日 | 复赛第三场 | 李迪、李佼（249480票） 、陆宇焕、刘岚、李冉、top three组合 |
| 第四集 | 2004年10月21日 | 复赛第四场 | 王思思（257663票） 、高炜、刘维、王佳妮、林小斌、齐霄      |
| 第五集 | 2004年10月22日 | 复赛第五场 | 麦凌、乐空轨道、姚文雪、李振、杨星宇、艾力西尔（297719票） |
| 第六集 | 2004年10月23日 | 复赛第六场 | 苏峰（198631票） 、冷九曼、满馨、孟静、李佳彤、石静        |
| 第七集 | 2004年10月24日 | 终极总决赛 | 杨琪、廖晶、李佼、王思思（386175票） 、艾力西尔、苏峰      |

### 2005年

#### 分赛区
2005年度梦想中国从2005年7月10日开始每周六19：30在CCTV-2全程直播各赛区比赛，本年度各赛区资格赛短信票数最高的三人为该赛区前三甲并且进入全国突围赛
| 集数   | 直播时间      | 比赛主题   | 参赛选手（进入全国突围赛选手及其短信票数）                                    |
| ------ | ------------- | ---------- | ----------------------------------------------------------------------------- |
| 第一集 | 2005年7月10日 | 四川资格赛 | 王渊洁、陈鹭虹（41071）、汪俊婷、罗超龙、雪狼组合（52082）、恩珂恩琪（48280） |
| 第二集 | 2005年7月17日 | 广东资格赛 | 滕浩杰、张勤（44556）、潘永胜（45017）、候韶华、原琳琳、许燕玲（48803）       |
| 第三集 | 2005年7月24日 | 甘肃资格赛 | 常雅琼、阡陌组合、刘世枫（41470）、裕固萨尔（44552）、董艳君、曹娟（60831）   |
| 第四集 | 2005年7月31日 | 香港资格赛 | 李凯纳、傅咏茵（66801）、关浩扬、潘振成、陈国华（34458）、吴启龙（34997）     |
| 第五集 | 2005年8月7日  | 浙江资格赛 | 朱丽君（37872）、姚兵（45708）、朱聪聪、陈晓晓（39887）、徐斌、许佳           |
| 第六集 | 2005年8月15日 | 湖北资格赛 | 平行空间（34088）、黄成、陆璐、李晶、严欣（31581）、冰灵组合（47160）         |
| 第七集 | 2005年8月21日 | 江苏资格赛 | 陈林、刘宁（49293）、陈海明（50969）、吴文璟（58351）、谷淑娟、季全           |
| 第八集 | 2005年8月28日 | 广西资格赛 | 杨淮（44321）、王紫娟、刘甫光、张靖宇、李平（47458）、李佳（43562）           |
| 第九集 | 2005年9月4日  | 河南资格赛 | 焦洋（43937）、New Boy、李梦梦、刘春雨（49125）、贾建明、侯瑜（54306）        |
| 第十集 | 2005年9月11日 | 山东资格赛 | 宋颖、柴寿乐、郑凡（46204）、尹姝贻、姜文彬（40586）、姚丹（42012）           |
| 第11集 | 2005年9月16日 | 辽宁资格赛 | 王媛媛、郭凯、旗帜组合、张晨磊（46471）、艾轶曼（53323）、石淼（51436）       |
| 第12集 | 2005年9月25日 | 新疆资格赛 | 李莉、阿依努尔、热娜古丽、涂志伟（53295）、苏蓉（52655）、郑玉帆（52180）     |

#### 突围赛
12大赛区3强共36名选手重新抽签进行比赛，从2005年10月1日-6日开始每天晚上19：30开始在CCTV-2全程直播六场突围赛，每一场比赛短信票数最高的2名选手晋级全国12强，其余淘汰。
| 集数   | 直播时间      | 比赛主题     | 参赛选手（进入全国突围赛选手及其短信票数）                        |
| ------ | ------------- | ------------ | ----------------------------------------------------------------- |
| 第13集 | 2005年10月1日 | 突围赛第一场 | 付咏茵、刘宁、张晨磊（197383）、严欣、潘永胜（186615）、萨尔组合  |
| 第14集 | 2005年10月2日 | 突围赛第二场 | 李佳、吴文璟（351313）、雪狼组合、姚兵（240888）、陈国华、郑凡    |
| 第15集 | 2005年10月3日 | 突围赛第三场 | 陈鹭虹（161543）、许燕玲、朱丽君、 平行空间、李平、姚丹（242862） |
| 第16集 | 2005年10月4日 | 突围赛第四场 | 刘世枫、侯瑜、郑玉帆（359878）、陈海明、焦洋、艾轶曼（268355）    |
| 第17集 | 2005年10月5日 | 突围赛第五场 | 恩珂恩琪、杨淮（420113）、吴启龙、冰灵组合、曹娟（406708）、石淼  |
| 第18集 | 2005年10月6日 | 突围赛第六场 | 陈晓晓、涂志伟（386720）、苏蓉、姜文彬、刘春雨、张勤（367831）    |

#### 总决赛
1经过2005年10月1日-6日连续六天的六场突围赛最终诞生全国12强，于10月7日开始每天晚上19：30开始在CCTV-2全程直播3场总决赛，每一场比赛短信票数最低的三人直接淘汰。10月9日晚全国总决赛，最终吴文璟夺冠，张晨磊、郑凡分别获得亚军和季军。
| 集数   | 直播时间      | 比赛主题          | 参赛选手（粗体为最终淘汰选手及其短信票数）                                                                         |
| ------ | ------------- | ----------------- | --- |
| 第19集 | 2005年10月7日 | 总决赛第一场12进9 | 张晨磊、潘永胜（237713）、吴文璟、郑凡、姚丹、陈鹭虹（307337）、郑玉帆、艾轶曼（225104）、杨淮、曹娟、涂志伟、张勤 |
| 第20集 | 2005年10月8日 | 总决赛第二场9进6  | 张晨磊、吴文璟、郑凡、姚丹、郑玉帆（312597）、杨淮（364645）、曹娟（245322）、涂志伟、张勤                         |
| 第21集 | 2005年10月9日 | 总决赛第三场6进3  | 张晨磊（625897）、吴文璟（1064446）、郑凡（497972）、姚丹（383345）、涂志伟（351882）、张勤（446762）              |

### 2006年

#### 总决赛
- 冠军：熊汝霖，来自云南，获得金帅威休闲运动鞋高达七位数形象代言聘金。
- 亚军：海鸣威，来自广州签约英皇娱乐。
- 季军：黄鑫，来自西安。

- 西安選手陈东签约英皇娱乐。

## 外界评价
- 虽然同为发源于《美国偶像》的电视选秀节目，但梦想中国抄袭《美国偶像》的痕迹更重，2006年尤为其甚。
- 內容與湖南卫视的《超級女聲》有部分驟似之處，节目的影响力与《超级女声》相比还有一段差距，主持人李咏的主持方式在网络上受到网友的批评。